# Großer Preis von Baden-Württemberg 1972

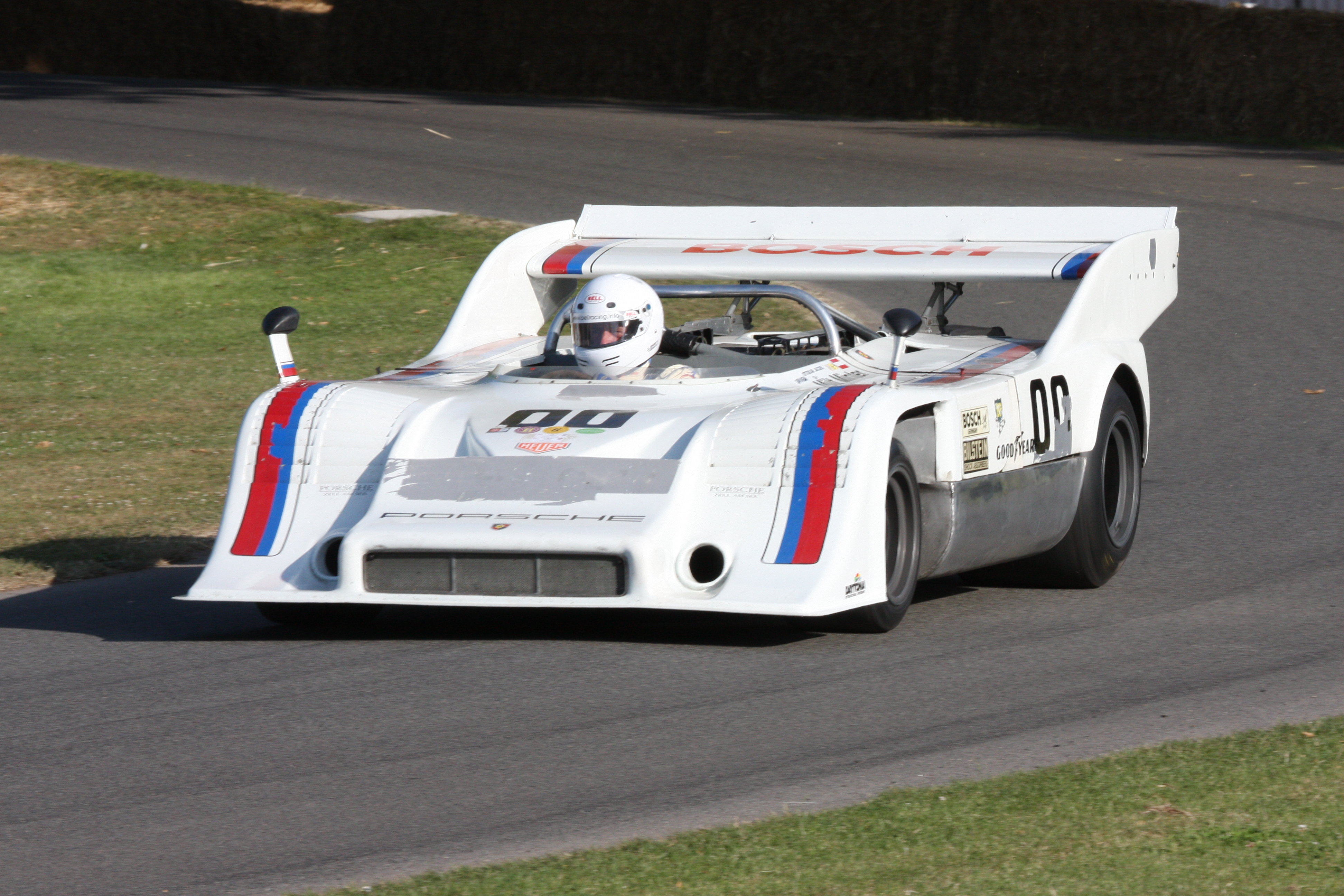
Siegerwagenmodell Porsche 917/10 TC

Der Große Preis von Baden-Württemberg 1972, auch ADAC-Preis von Baden-Württemberg und Hessen (Interserie), Hockenheim, fand am 1. Oktober auf dem Hockenheimring statt und war der neunte Wertungslauf der Interserie dieses Jahres.

## Das Rennen
Schon vor der letzten Veranstaltung der Interserie 1972 stand Leo Kinnunen als Fahrermeister der Rennserie fest. Kinnunen war auch auf dem Hockenheimring nicht zu schlagen. Er gewann beide Wertungsläufe, die zu einer Gesamtwertung addiert wurden. Sein Vorsprung auf den zweitplatzierten Willi Kauhsen betrug eine Minute. Die Überlegenheit von Kinnunen und Kauhsen beruhte auch auf dem leistungsstarken Porsche 917/10 TC, einer Spyder-Version des 5-Liter-Rennwagens aus der Sportwagen-Weltmeisterschaft. 

## Ergebnisse

### Schlussklassement
| 1           | INT   | 1  | Racing Team AAW                | Leo Kinnunen         | Porsche 917/10 TC      | 44 |
| 2           | INT   | 11 | Willi Kauhsen Racing Team      | Willi Kauhsen        | Porsche 917/10 TC      | 44 |
| 3           | INT   | 3  | David Piper Racing Ltd.        | Chris Craft          | Porsche 917K           | 43 |
| 4           | INT   | 41 | Reinhold Joest                 | Reinhold Joest       | Porsche 908/03         | 42 |
| 5           | INT   | 36 | Racing Team V.D.S.             | Teddy Pilette        | McLaren M8F            | 42 |
| 6           | INT   | 58 | Andrea de Adamich              | Andrea de Adamich    | Alfa Romeo T33/TT/3    | 42 |
| 7           | INT   | 30 | Gelo Racing Team               | Franz Pesch          | Porsche 917 Spyder     | 41 |
| 8           | INT   | 10 | Gelo Racing Team               | Georg Loos           | McLaren M8F            | 41 |
| 9           | S 2.5 | 65 | Obermoser-Getriebemotoren      | Jörg Obermoser       | Lola T290              | 40 |
| 10          | S 2.5 | 62 | Walter Lehmann                 | Walter Lehmann       | Lola T212              | 40 |
| 11          | INT   | 12 | Harald Link                    | Harald Link          | KMW                    | 38 |
| 12          | S 2.5 | 73 | Arthur Blank                   | Arthur Blank         | Chevron B19            | 38 |
| 13          | S 2.5 | 69 | H. Schulze-Schwering           | Alex Janda           | Lola T212              | 38 |
| 14          | INT   | 26 | Egmont Dursch                  | Egmont Dursch        | Lola Special           | 38 |
| 15          | S 2.5 | 68 | Roland Faude                   | Roland Faude         | Porsche 907            | 38 |
| 16          | S 2.5 | 64 | Clemens Schickentanz           | Clemens Schickentanz | Chevron B21            | 37 |
| 17          | S 2.5 | 67 | Bernd Becker                   | Bernd Becker         | Porsche 910            | 36 |
| 18          | S 2.5 | 70 | Ecurie Trois Chevron           | Heinz Schulthess     | Lola T212              | 36 |
| 19          | INT   | 56 | Peter Groh                     | Peter Groh           | Chevron                | 36 |
| Ausgefallen |       |    |                                |                      |                        |    |
| 20          | INT   | 17 | Boeri-Sport-Helmet-Racing Team | Ernst Kraus          | Porsche 917 Spyder     | 32 |
| 21          | INT   | 24 | Voltaire Team                  | Denis Veyrat         | Lola T70 Mk.3B Special | 27 |
| 22          | INT   | 20 | Siegfried Rieger               | Siegfried Rieger     | McLaren M8C            | 25 |
| 23          | INT   | 42 | Kurt Hild                      | Kurt Hild            | KMW                    | 25 |
| 24          | INT   | 16 | B.R.M.                         | Howden Ganley        | BRM P167               | 24 |
| 25          | INT   | 21 | Goodwin Racing Services        | Nick Cussons         | Lola T70 Mk.3 GT       | 6  |
| 26          | INT   | 8  | Helmut Felder                  | Helmut Kelleners     | McLaren M8F            | 3  |
| 27          | S 2.5 | 61 | Romano Martini                 | Romano Martini       | Etienne Aigner         | 3  |

### Nur in der Meldeliste
Zu diesem Rennen sind keine weiteren Meldungen bekannt.

### Klassensieger
| Klasse | Fahrer         | Fahrzeug          | Platzierung im Gesamtklassement |
| ------ | -------------- | ----------------- | ------------------------------- |
| INT    | Leo Kinnunen   | Porsche 917/10 TC | Gesamtsieg                      |
| S 2.5  | Jörg Obermoser | Lola T290         | Rang 9                          |

### Renndaten
- Gemeldet: 27
- Gestartet: 26
- Gewertet: 19
- Rennklassen: 2
- Zuschauer: unbekannt
- Wetter am Renntag: warm und trocken
- Streckenlänge: 6,789 km
- Fahrzeit des Siegerteams: 1:28:47,800 Stunden
- Gesamtrunden des Siegerteams: 44
- Gesamtdistanz des Siegerteams: 298,698 km
- Siegerschnitt: unbekannt
- Pole Position: Leo Kinnen – Porsche 917/10 TC (#1) – 1:57,200
- Schnellste Rennrunde: Willi Kauhsen – Porsche 917/10 TC (#11) – 1:58,300 = 206,580 km/h
- Rennserie: 9. Lauf zur Interserie 1972